# Kowary (ładownia kolejowa)
Kowary – ładownia publiczna, a wcześniej stacja zlokalizowana w Kowarach w powiecie karkonoskim w województwie dolnośląskim.
Stacja Kowary została oddana do użytku 15 maja 1882 roku. Pierwotna nazwa brzmiała Schmiedeberg. Po włączeniu miasta do Polski przez pierwsze kilka miesięcy stacja nazywała się Kuźnick (od 27 sierpnia 1945 roku). Następnie przemianowana na Kowary. Od 5 marca 1986 roku pełniła funkcję stacji towarowej, handlowej. Obecnie budynek dworca jest zamknięty do obsługi, kasy zlikwidowane i nieczynne, a w budynku są zamurowane wejścia. Część budynku jest użytkowana jako obiekt mieszkalny.
8 listopada 2014 dokonano na stacji odsłonięcia wyremontowanego zabytkowego żurawia kolejowego, a 30 kwietnia 2016 wagonu do drezyny WM-5 Kolzam.
Na stacji odbywają się imprezy drezynowe, organizowane przez Stowarzyszenie Kolej Karkonoska.
W budynku urzędu miasta utworzona została ekspozycja kolejowa, przypominająca dawne czasy świetności kowarskiej kolei żelaznej.